# Championnats panarabes d'athlétisme 1991
Navigation
Édition précédente Édition suivante
Les Championnats panarabes d'athlétisme 1991 se sont déroulés à Lattaquié en Syrie. Disputés  après la guerre du Golfe et en l'absence des pays maghrébins, ils se sont caractérisés par un niveau moyen chez les hommes où le Qatar a profité de l'occasion pour imposer sa domination (11 titres sur 23). Chez les dames, le niveau a été très faible avec un simple duel entre l'Égypte et la Syrie. Seules Ghada Shouaa, la future championne olympique et les Égyptiennes Karima Meskine et Hanan Khaled ont émergé de la médiocrité.

## Résultats

### Hommes
| Event                 | Or                              | Or              | Argent                             | Argent          | Bronze                            | Bronze         |
| --------------------- | ------------------------------- | --------------- | ---------------------------------- | --------------- | --------------------------------- | -------------- |
| 100 mètres            | Talal Mansour Qatar             | 10 s 30         | Khalid Jomâa Bahreïn               | 10 s 46         | Ahmed Ouda Égypte                 | 10 s 70        |
| 200 mètres            | Khalid Jomâa Bahreïn            | 21 s 15         | Saâd Meftah Qatar                  | 21 s 30         | Ahmed Ouda Égypte                 | 21 s 50        |
| 400 mètres            | Ibrahim Ismaïl Qatar            | 46 s 4          | Abdallah El-Eneizi Oman            | 47 s 8          | Sami Suleiman Qatar               | 48 s 1         |
| 800 mètres            | Ismaïl Youssef Qatar            | 1 min 48 s 9    | Hassen Abu Najm Jordanie           | 1 min 49 s 9    | Mahmoud Khaïrat Syrie             | 1 min 49 s 9   |
| 1 500 mètres          | Mohamed Suleiman Qatar          | 3 min 50 s 4    | Salah Mustapha Syrie               | 3 min 55 s 6    | Mahmoud Khaïrat Syrie             | 3 min 55 s 7   |
| 5 000 mètres          | Ahmed Ibrahim Qatar             | 15 min 8 s 1    | Awad Saris Jordanie                | 15 min 8 s 8    | Salah Mustapha Syrie              | 15 min 11 s 1  |
| 10 000 mètres         | Ahmed Ibrahim Qatar             | 31 min 22 s 9   | Awad Saris Jordanie                | 31 min 23 s 8   | Moussa Al Hariri Syrie            | 31 min 26 s 7  |
| 3000 mètres steeple   | Salah Mustapha Syrie            | 8 min 43 s 94   | Mohamed Eddoussari Arabie saoudite | 8 min 51 s 95   | Mohamed Saoud Syrie               | 9 min 15 s 06  |
| 110 mètres haies      | Khaireddine Obeid Syrie         | 14 s 5          | Rashed Shibane Qatar               | 14 s 19         | Zyed Abderrazak Koweït            | 14 s 37        |
| 400 mètres haies      | Zayd Abu Hamed Syrie            | 50 s 27         | Suleiman Houeila Syrie             | 50 s 51         | Nasser Mohamed Qatar              | 52 s 62        |
| Saut en hauteur       | Fakhreddine Foued Jordanie      | 2,16 m          | Abdallah Esheeb Qatar              | 2,13 m          | Fahd Mansour Koweït               | 2 m            |
| Saut à la perche      | Walid Zayed Qatar               | 4,60 m          | Ibrahim Nasser Émirats arabes unis | 4,40 m          |                                   |                |
| Saut en longueur      | Mosbeh Saïd Émirats arabes unis | 7,61 m          | Mohamed Abdelkader Égypte          | 7,52 m          | Abdallah Esheeb Qatar             | 7,33 m         |
| Triple saut           | Marzouk El Youha Koweït         | 16,06 m         | Mohamed Abdelkader Égypte          | 16,01 m         | Sameh Farhan Koweït               | 15,23 m        |
| Lancer du poids       | Bilal Saâd Qatar                | 16,92 m         | Khalid El-Khalidi Arabie saoudite  | 16,78 m         | Dhia Ahmed Égypte                 | 15,90 m        |
| lancer du disque      | Mohamed Naguib Hamed Égypte     | 55,54 m         | Hassen Hammad Égypte               | 52,83 m         | Khalid El-Khalidi Arabie saoudite | 47,20 m        |
| Lancer du marteau     | Sherif El Hennaoui Égypte       | 67,08 m         | Walid El Bekhit Koweït             | 62,94 m         | Magdy Zakaria Égypte              | 60,08 m        |
| Lancer du javelot     | Ghanem Jawhar Koweït            | 64,98 m         | Abdeladhim Aliouat Arabie saoudite | 63,96 m         | Jaber Eshahabi Qatar              | 60 m           |
| Décathlon             | Walid Zayed Qatar               | 6503 pts        | Issam El Azzazi Égypte             | 6430 pts        | Hassen Abu Najm Jordanie          | 6249 pts       |
| 20 km marche          | Magid Turki Syrie               | 1 h 52 min 23 s | Haythem Assaf Syrie                | 1 h 54 min 27 s | Aouad Essayar Jordanie            | 2 h 2 min 63 s |
| Marathon              | Moussa Al Hariri Syrie          |                 | Khalaf El Abd Syrie                |                 | Ahmed El Hamshari Jordanie        |                |
| Relais 4 × 100 mètres | Qatar                           | 40 s 30         | Arabie saoudite                    | 41 s 50         | Koweït                            | 42 s 20        |
| Relais 4×400 mètres   | Qatar                           | 3 min 13 s 7    | Oman                               | 3 min 18 s 2    | Syrie                             | 3 min 20 s 8   |

### Dames
| Event                 | Or                           | Or            | Argent                       | Argent           | Bronze                  | Bronze           |
| --------------------- | ---------------------------- | ------------- | ---------------------------- | ---------------- | ----------------------- | ---------------- |
| 100 mètres            | Karima Meskine Égypte        | 11 s 89       | Rasha El Helou Syrie         | 12 s 94          | Nawal Zayoud Syrie      | 13 s 1           |
| 200 mètres            | Karima Meskine Égypte        | 23 s 87       | Rola Sannoufi Syrie          | 26 s 65          | Nawal Zayoud Syrie      | 27 s 6           |
| 400 mètres            | Karima Meskine Égypte        | 54 s 5        | Rola Sannoufi Syrie          | 60 s 4           | Fadia Othman Égypte     | 63 s 4           |
| 800 mètres            | Karima Meskine Égypte        | 2 min 19 s 8  | Houayda Hachem Ismaïl Égypte | 2 min 27 s 2     | Ôulaa El Halabi Syrie   | 2 min 34 s 3     |
| 1 500 mètres          | Mirvet Baâth Syrie           | 5 min 12 s 1  | Njoud Etteer Syrie           | 5 min 17 s 2     | Salam Enneimat Jordanie | 5 min 36 s 7     |
| 3 000 mètres          | Mirvet Baâth Syrie           | 11 min 9 s 2  | Njoud Etteer Syrie           | 11 min 13 s 4    | Salam Enneimat Jordanie | 11 min 24 s 8    |
| 400 mètres haies      | Houayda Hachem Ismaïl Égypte | 63 s 72       | Samia Maâtouk Jordanie       | 74 s 95          | Mona Ayash Syrie        | 75 s 2           |
| Saut en hauteur       | Ghada Shouaa Syrie           | 1,60 m        | Hala Assakka Syrie           | 1,55 m           | Samia Maâtouk Jordanie  | 1,45 m           |
| Saut en longueur      | Ghada Shouaa Syrie           | 5,50 m        | Hala Assakka Syrie           | 5,42 m           | Samia Maâtouk Jordanie  | 4,79 m           |
| Lancer du poids       | Hanan Khaled Égypte          | 14,50 m       | Heba Mousilhi Égypte         | 11,71 m          | Shahla Dermesh Syrie    | 11,52 m          |
| lancer du disque      | Hanan Khaled Égypte          | 48,00 m       | Heba Mousilhi Égypte         | 40,88 m          | Janette Ayoub Liban     | 35,52 m          |
| Lancer du javelot     | Ghada Shouaa Syrie           | 41,92 m       | Fidela Khoury Syrie          | 38,22 m          | Heba Mousilhi Égypte    | 33,44 m          |
| Heptathlon            | Houayda Hachem Ismaïl Égypte | 4810 pts      | Hala Assakka Syrie           | 4066 pts         | Emna Dhabib Palestine   | 2154 pts         |
| 10 km marche          | Amani Adel Égypte            | 54 min 56 s 6 | Nesrine Abdallah Palestine   | 1 h 2 min 11 s 9 | Ibtissem Zaouan Syrie   | 1 h 2 min 58 s 4 |
| Relais 4 × 100 mètres | Syrie                        | 50 s 41       | Égypte                       | 54 s 24          | Jordanie                | 54 s 40          |
| Relais 4×400 mètres   | Syrie                        | 4 min 7 s 5   | Jordanie                     | 4 min 43 s 5     | Palestine               | 4 min 59 s 5     |

## Tableau des médailles

### Hommes
| Rang | Nation              | Or | Argent | Bronze | Total |
| ---- | ------------------- | -- | ------ | ------ | ----- |
| 1    | Qatar               | 11 | 3      | 4      | 18    |
| 2    | Syrie               | 5  | 4      | 6      | 15    |
| 3    | Égypte              | 2  | 4      | 4      | 10    |
| 4    | Koweït              | 2  | 1      | 4      | 7     |
| 5    | Jordanie            | 1  | 3      | 3      | 7     |
| 6    | Émirats arabes unis | 1  | 1      | 0      | 2     |
| 7    | Bahreïn             | 1  | 1      | 0      | 2     |
| 8    | Arabie saoudite     | 0  | 4      | 1      | 5     |
| 9    | Oman                | 0  | 2      | 0      | 2     |
| 10   | Liban               | 0  | 0      | 0      | 0     |
| 10   | Palestine           | 0  | 0      | 0      | 0     |
| 10   | Libye               | 0  | 0      | 0      | 0     |
| 10   | Yémen               | 0  | 0      | 0      | 0     |
| -    | Total               | 23 | 23     | 22     | 68    |

### Dames
| Rang | Nation    | Or | Argent | Bronze | Total |
| ---- | --------- | -- | ------ | ------ | ----- |
| 1    | Égypte    | 9  | 4      | 1      | 14    |
| 2    | Syrie     | 7  | 9      | 6      | 22    |
| 3    | Jordanie  | 0  | 2      | 6      | 8     |
| 4    | Palestine | 0  | 1      | 2      | 3     |
| 5    | Liban     | 0  | 0      | 1      | 1     |
| -    | Total     | 16 | 16     | 16     | 48    |